# Brøndby Stadion
Das Brøndby Stadion ist ein Fußballstadion in Brøndby, einem Vorort der dänischen Hauptstadt Kopenhagen. Es ist Eigentum und Spielstätte des Fußballvereins Brøndby IF (Superliga).

## Geschichte
Das Brøndby Stadion wurde 1965 eröffnet und bietet heute ca. 28.000 Plätze, davon 23.400 Sitzplätze und 15 rollstuhlgerechte Plätze. Damit ist es nach dem Parken das zweitgrößte Stadion des Landes. Zum Zeitpunkt der Einweihung war es aber nicht viel mehr als eine Leichtathletikanlage mit Spielfeld, die von einer Böschung und Pappeln gesäumt wurde. Im Jahr 1978 baute man den ersten überdachten Zuschauerrang der Anlage mit 1200 Plätzen. Zwei Jahre später folgte eine Flutlichtanlage und wiederum zwei Jahre danach errichtete man gegenüber der Haupttribüne einen weiteren Zuschauerrang mit 5000 Plätzen. Bis zur Entfernung der Leichtathletikanlage 1991 nutzte auch der Leichtathletikverein Brøndby Atletik das Stadion. 1992 wurde hinter beiden Toren eine Tribüne mit je 5500 Stehplätzen gebaut. Damit erreichte die Spielstätte eine Kapazität von rund 20.000 Plätzen.
Im Mai 1998 kaufte der Verein das Stadion von der Stadt für 23,5 Mio. DKK. In den Jahren von 1999 bis 2000 wurde eine umfangreiche Renovierung und Erweiterung des Stadions durchgeführt. Der Besucherrekord wurde am 18. Juni 2003 beim Spiel Brøndby IF gegen den FC Kopenhagen mit 31.508 Zuschauern aufgestellt. Im Juni 2008 fanden im Stadion Monstertruck-Rennen statt.
Wie der Verein im Oktober 2016 bekannt gab, wird das Stadion auch in Zukunft seinen Namen behalten. Man will ihn aus Tradition beibehalten und nicht an einen Sponsoren verkaufen. Die Möglichkeit den Namen durch einen Sponsor zu ergänzen, ließ man aber offen.

## Galerie

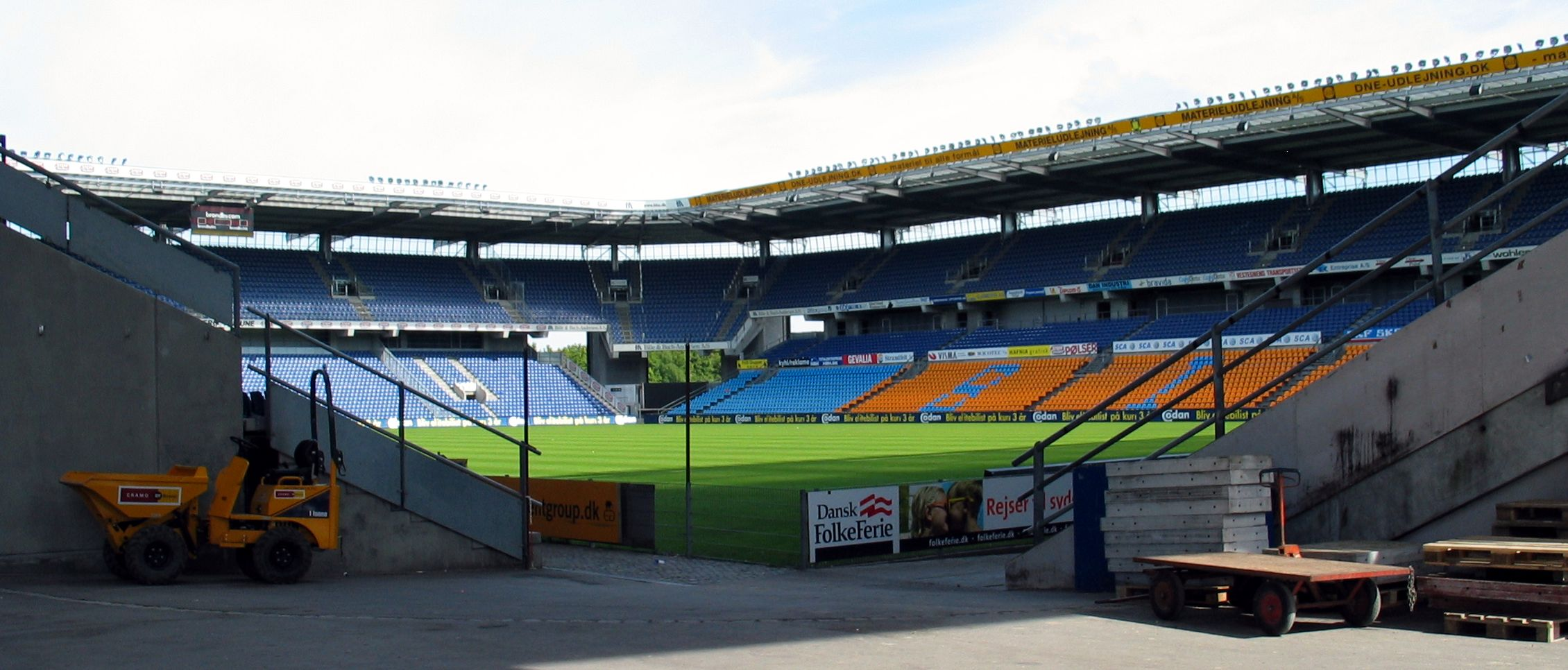
Blick in das leere Stadion (2005)
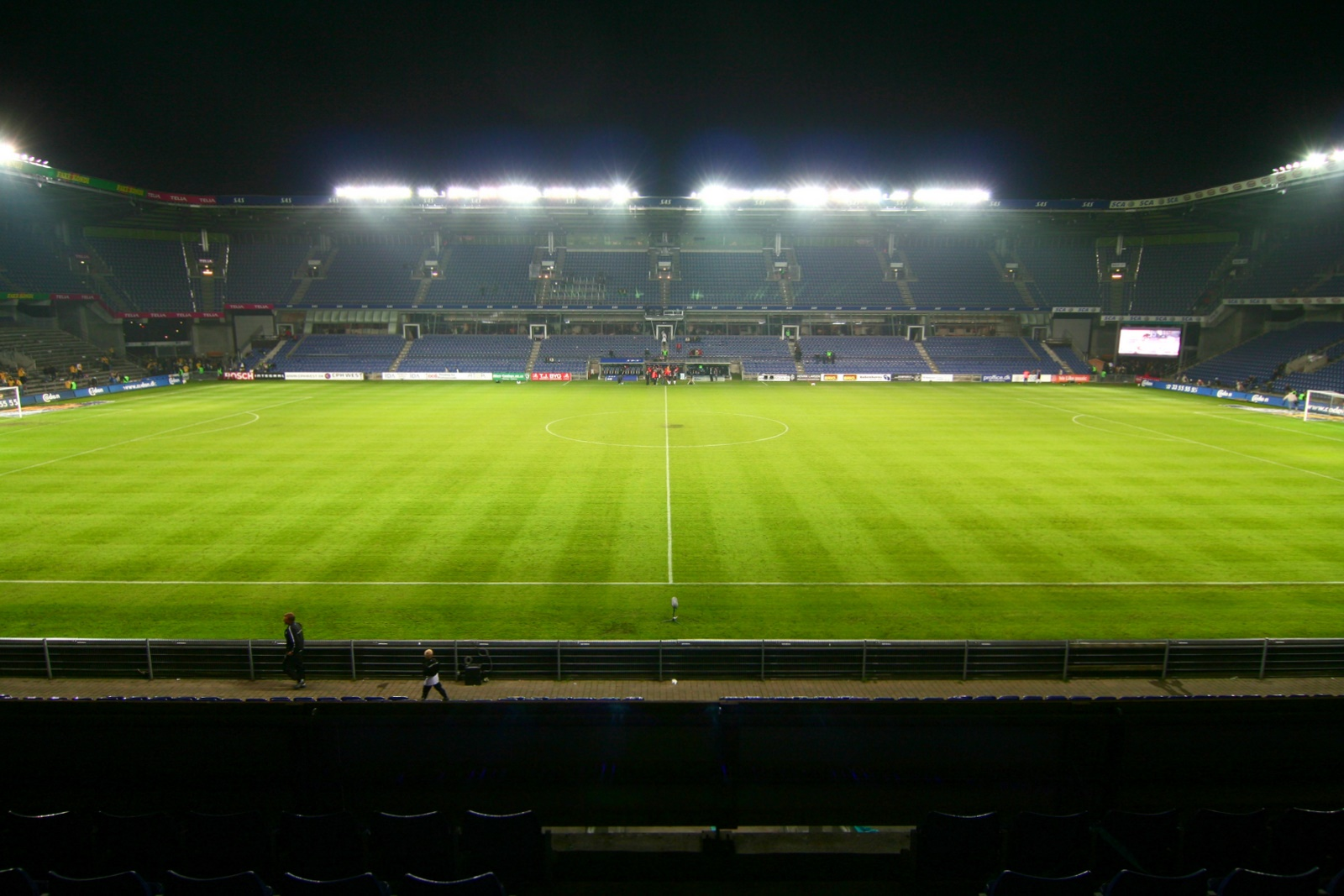
Das Brøndby Stadion unter Flutlicht (2006)
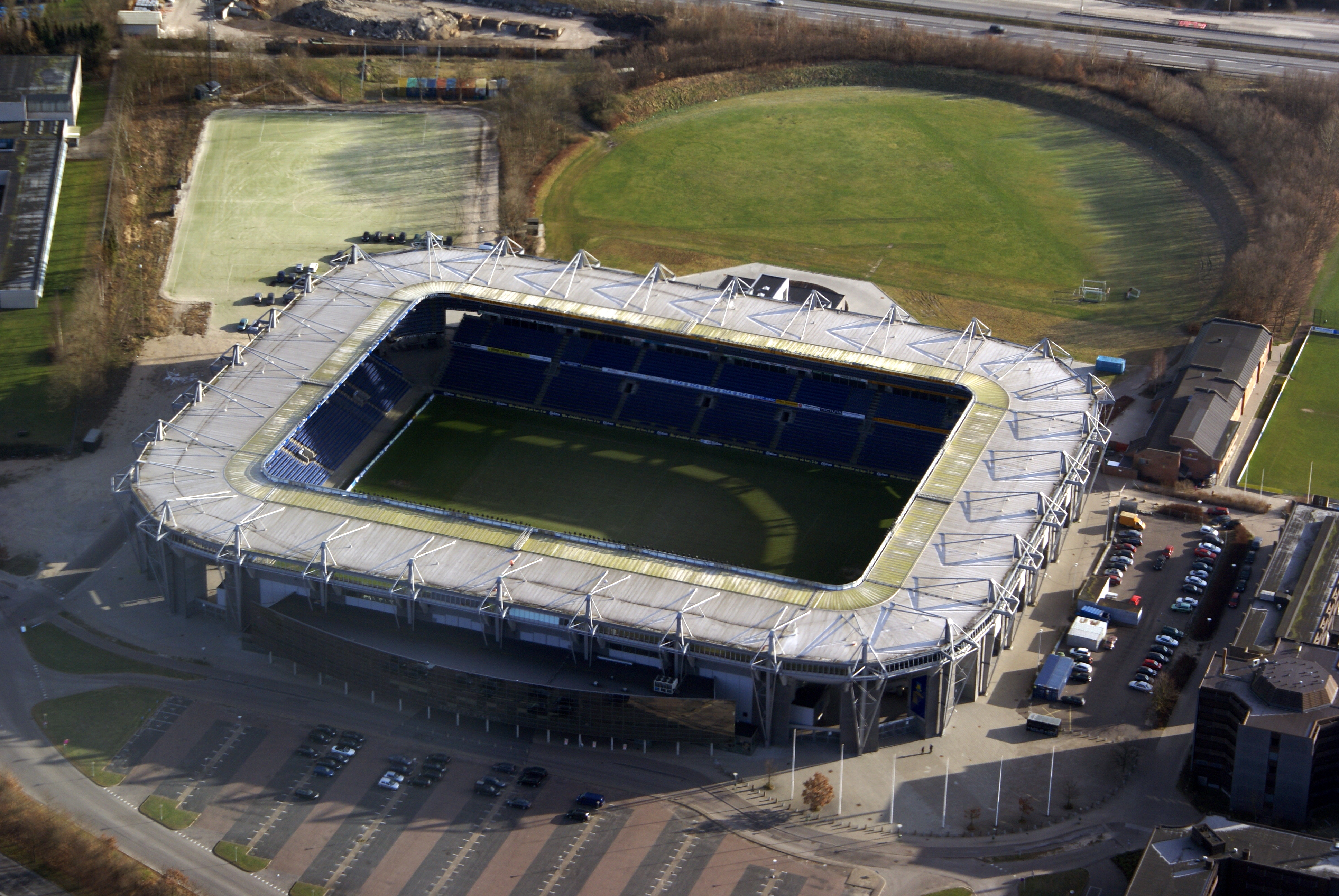
Luftbild von 2008
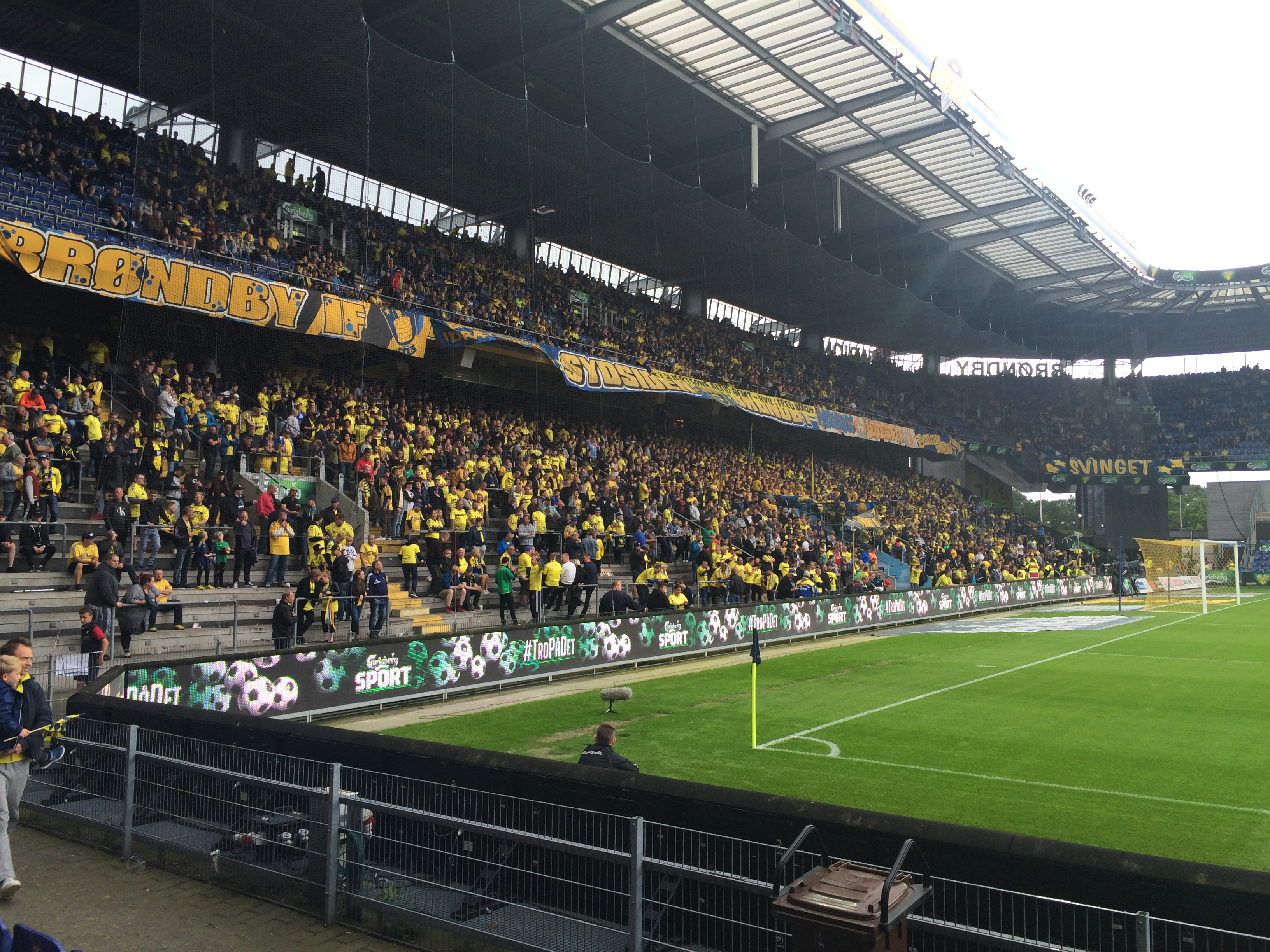
Brøndby-Fans auf der Südtribüne (2016)